# El sendero en el bosque
El sendero en el bosque es una obra de Adalbert Stifter, escritor austriaco nacido en 1805, escrita en 1845.
Narra la historia de Tiburius Kneight, un hombre un tanto egocéntrico y egoísta, que no es capaz de ver más allá de sí mismo que, de repente, cambia completamente su forma de ser debido a un suceso que, aunque para otras personas no tendría ninguna importancia, para él resulta realmente importante.
Hastiado de todo y viviendo en el lujo y la indolencia, decide visitar un balneario siguiendo los consejos de un doctor algo chiflado que nunca receta medicamento alguno a sus pacientes. Un día se adentra por los senderos del bosque, perdiéndose y viéndose obligado a entrar en contacto con el entorno que antes se limitaba a observar como si de un simple dibujo se tratara.